# 한일극장

한일극장

한일극장(韓一劇場, Cine City Hanil)은 대한민국 대구광역시 중구 동성로 39(동성로2가)에 있는 영화관(복합 상영관)이다. 현재는 CGV 대구한일이다.

## 역사
일본 수비대의 주둔지에 1938년 키네마 구락부(Cinema Club)가 일본인에 의해 들어섰다. 3층 높이의 키네마 구락부는 당시로는 어마어마한 시설이었다. 광복 후 극장은 경상북도의 소유가 되었고, 1945년 9월에 광복 후 최초의 연극 ‘깃발 흔들던 날’을 시작으로 여러 편의 연극이 무대에 올랐다. 1948년 6월 미국 문화원 개관식, 1951년 1월 대한민국 국방부 군악대의 멸공을 위한 국민 총궐기 신년음악회 등의 행사가 열리기도 하였다. 1949년에 국립극장으로 승격하려 했으나 무산되었고, 문화극장으로 명명하고 대구대학의 소유가 되었다. 그러나 1953년 한국 전쟁으로 무너진 서울 국립중앙극장을 대신해 국립중앙극장으로 지정됐다. 이때 무대가 확장되고 좌석도 1,300석 규모로 늘었다. 1957년 서울에 국립극장이 재개관하자 경상북도에서 관리하면서 구 국립극장으로 명명하다가, 개인에게 불하되어 한일극장으로 문을 열었다. 1996년 4월 구 건물을 철거하였고, 2000년 12월 현재의 11개 상영관 및 쇼핑몰(엑슨밀라노)의 복합 건물을 완공하여 씨네시티 한일이라는 또 다른 명칭을 갖게 되었다. 2010년 씨너스와 제휴하여 씨너스 한일극장으로 재개관했고, 메가박스와 씨너스가 합병하여 메가박스 대구한일로 명칭이 변경되었다. 2012년 리모델링과 함께 CGV가 인수하며 직영화, 2012년 12월 28일부터  CGV 대구한일이라는 명칭으로 변경되었다. 총 5관/832석 규모이다.

## 같이 보기
- CJ CGV
- 메가박스
- 대구광역시의 영화관 목록
- 만경관